# Doe Bay
Doe Bay az Amerikai Egyesült Államok északnyugati részén, Washington állam San Juan megyéjében elhelyezkedő önkormányzat nélküli település.
Doe Bay postahivatala 1881 és 1954 között működött.